# Karścino
Karścino (Duits Kerstin) is een plaats in het Poolse district  Białogardzki, woiwodschap West-Pommeren. De plaats maakt deel uit van de gemeente Karlino en telt 400 inwoners.